# Senckenbergia pleuroceroides
Senckenbergia pleuroceroides is een slakkensoort uit de familie van de Semisulcospiridae. De wetenschappelijke naam van de soort werd voor het eerst geldig gepubliceerd in 1910 door Bavay en Dautzenberg als Melania pleuroceroides.